# Hedysarum biebersteinii
Hedysarum biebersteinii är en ärtväxtart som beskrevs av Zertova. Hedysarum biebersteinii ingår i släktet buskväpplingar, och familjen ärtväxter. Inga underarter finns listade i Catalogue of Life.